# Lin Hui-mei
Lin Hui-mei (林慧美T, Lín HuìměiP; Taitung, 11 dicembre 1981) è un'ex cestista taiwanese.

## Carriera
Con Taiwan ha disputato i Campionati mondiali del 2006.